# 富春镇
富春乡，是中华人民共和国山東省菏泽市鄄城县下辖的一个乡镇级行政单位。

## 行政区划
富春乡下辖以下地区：
富春村、范庄村、许庄村、尹庙村、北富春村、大史庄村、高奎庄村、白草村、鲍朋屯村、郝庄村、赵仟庄村、高庄村、冀庄村、清水潭村、张油坊村、白集村和杨楼村。